# Pfeifengräser
Die Pfeifengräser (Molinia) sind eine Pflanzengattung der Familie der Süßgräser (Poaceae). In dieser Gattung gibt es vier Arten, von denen zwei in Mitteleuropa vorkommen. Es gibt Vorkommen in Europa, Afrika, im gemäßigten Klima in Asien und in Nordamerika. Darunter befinden sich für Wiesen typische Gräser.
Der botanische Gattungsname leitet sich von Juan Ignacio Molina (1737–1829) ab, einem in Chile lebenden Jesuiten und Botaniker.
Der deutsche Trivialname „Pfeifengras“ leitet sich von der Verwendung der harten Halme als Pfeifenreiniger für langröhrige Pfeifen ab. Wegen der langen Internodien waren sie dafür geeignet, da die Halme nur an den Knoten abbrachen und das Pfeifengras wenige Knoten hat. Im Weinbau wurden solche Halme (von Molinia caerulea) in manchen Regionen Deutschlands (z. B. Hohenlohe) zum Anbinden der Fruchttriebe verwendet und „Ranschaub“ genannt (siehe Literatur).

## Beschreibung
Die Molinia-Arten sind ausdauernde, krautige Pflanzen. Die Pfeifengräser sind Hemikryptophyten: Die dichten Horste des Blattwerks schützen im Winter die Erneuerungsknospen, die sich nahe der Erdoberfläche befinden. Sie bilden höchstens kurze Rhizome. Die aufrechten Halme sind je nach Art 15 bis 120 cm lang. Das Blatthäutchen (Ligula) besteht aus einem Haarsaum. Die schmalen, rauen Laubblätter von meist blaugrauer Farbe erreichen eine Länge von 30 bis 90 cm. Ihre auffällige Herbstfärbung reicht von gelb über gelbbraun bis hin zu rotbraunen Tönen.
Der rispige Blütenstand ist aus einzeln stehenden, 4 bis 15 mm langen Ährchen zusammengesetzt. Die fertilen Ährchen sind gestielt und enthalten je nach Art ein bis sechs fertile Blüten. Es sind auch sterile Blüten vorhanden. Die Hüllspelzen sind gekielt oder ungekielt. Die häutige Deckspelze ist ungekielt und ungeflügelt mit drei bis fünf Nerven. Die Vorspelze ist etwa gleich lang wie die Granne mit zwei Nerven. Die zwei Schwellkörperchen (Lodiculae) sind fleischig. Es sind drei Staubblätter und zwei Narbenäste vorhanden.
Die Karyopsen sind verkehrt-eiförmig. Das Hilum ist gleich lang wie die Achäne.

## Verwendung  als Zierpflanze

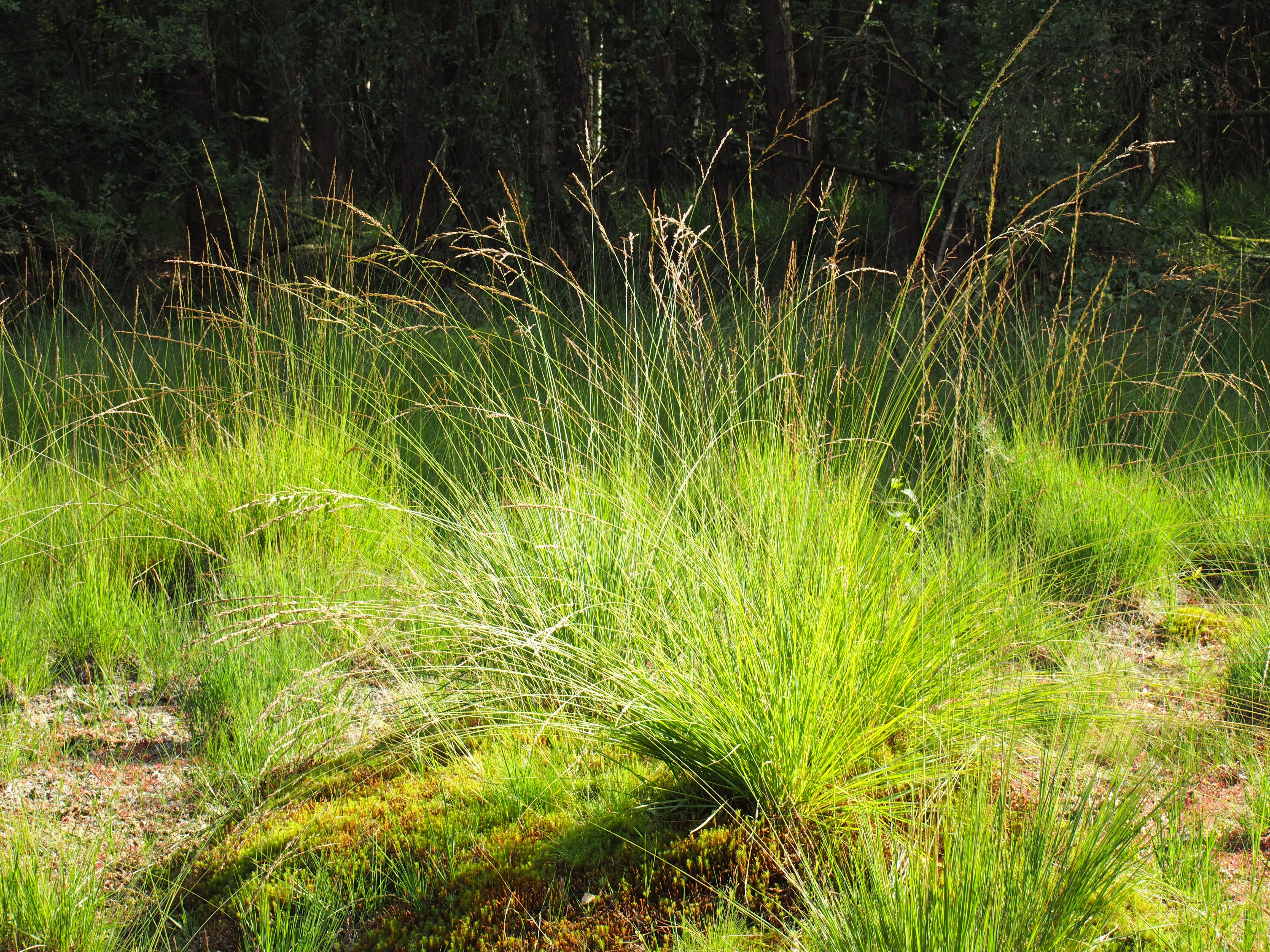
Pfeifengras im Naturpark Südheide

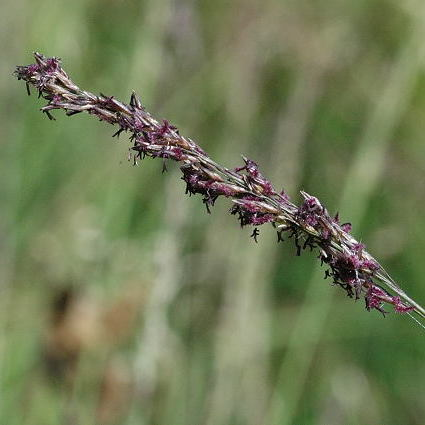
Blütenstand von Molinia caerulea

Pfeifengras-Arten bieten mit ihren vielen Sorten eine reiche Verwendungsmöglichkeit. Sie eignen sich in Gärten als Solitärstaude, aber auch für die Gruppenpflanzung. Gern verwendet man sie in naturnahen Staudenpflanzungen. Die Sorte 'Variegata' eignet sich für den Steingarten. Einen seinem natürlichen Vorkommen entsprechenden Standort findet es in Heidegärten oder am Rand von Gehölzpflanzungen. Die Blüten- und Samenstände werden häufig in der Blumenbinderei verwendet.
Die trockenen Samenstände verbleiben ebenfalls bis zum Frühjahr an der Pflanze und bilden im Garten einen dekorativen Winterschmuck.
Wie viele Stauden lässt sich das Pfeifengras durch Teilung leicht vermehren, es samt sich allerdings auch selber aus.

## Systematik
Die Gattung Molinia gehört zur Tribus Arundineae der Unterfamilie Arundinoideae. Synonyme für Molinia Schrank sind: Amblytes Dulac, Enodium Pers. ex Gaudin, Moliniopsis Hayata, Monilia Gray orth. var.
In der Gattung Pfeifengräser (Molinia) gibt es zwei bis vier Arten:
- Rohr-Pfeifengras (Molinia arundinacea Schrank, Syn.: Molinia litoralis Host, Molinia altissima Link)
- Blaues Pfeifengras (Molinia caerulea (L.) Moench): Die Verbreitung reicht von Europa bis Asien.
- Japanisches Pfeifengras (Molinia japonica Hackel, Syn.: Moliniopsis japonica (Hackel) Hayata): Heimat ist das nordöstliche Asien von Sachalin bis Japan und von den chinesischen Provinzen Anhui und Zhejiang bis Korea.[2]

Nicht mehr zur Gattung gehören:
- Molinia maxima Hartm. ⇒ Glyceria maxima (Hartm.) Holmb.
- Molinia squarrosa Trin. ⇒ Kengia squarrosa (Trin.) Packer